# Oncidium constrictum
Oncidium constrictum är en orkidéart som först beskrevs av John Lindley, och fick sitt nu gällande namn av Johann Georg Beer. Oncidium constrictum ingår i släktet Oncidium och familjen orkidéer. Inga underarter finns listade i Catalogue of Life.